# Tamalaht
Tamalaht è un comune dell'Algeria, situato nella provincia di Tissemsilt.